# موناکو تلکام
موناکو تلکام (انگلیسی: Monaco Telecom) شرکت مخابرات موناکویی است، که در سال ۱۹۹۷ تأسیس شد.